# Canton d'Amilly
Le canton d'Amilly est une ancienne division administrative française, située dans le département du Loiret en région Centre.
Le canton est créé en 1973 sous la Cinquième République à la suite du découpage du canton de Montargis et il est supprimé en mars 2015.

## Histoire
Le canton d'Amilly est créé avec le décret du 23 juillet 1973. Le canton de Montargis est divisé en trois cantons : celui d'Amilly, de Châlette-sur-Loing et de Montargis, qui n'est plus constitué que de la seule commune de Montargis.
Le canton d'Amilly est supprimé avec le décret définissant le nouveau découpage cantonal le 25 février 2014. Ses communes sont reversées dans les cantons de Châlette-sur-Loing et Montargis.

### Communes ayant appartenu au canton
| Nom                       | Année d'intégration | Canton précédent | Année de sortie | Canton suivant     |
| ------------------------- | ------------------- | ---------------- | --------------- | ------------------ |
| Amilly (Loiret)           | 1973                | Montargis        | 2015            | Châlette-sur-Loing |
| Chevillon-sur-Huillard    | 1973                | Montargis        | 2015            | Montargis          |
| Conflans-sur-Loing        | 1973                | Montargis        | 2015            | Châlette-sur-Loing |
| Lombreuil                 | 1973                | Montargis        | 2015            | Montargis          |
| Mormant-sur-Vernisson     | 1973                | Montargis        | 2015            | Montargis          |
| Saint-Maurice-sur-Fessard | 1973                | Montargis        | 2015            | Montargis          |
| Solterre                  | 1973                | Montargis        | 2015            | Montargis          |
| Villemandeur              | 1973                | Montargis        | 2015            | Montargis          |
| Vimory                    | 1973                | Montargis        | 2015            | Montargis          |

### Liste des conseillers généraux successifs
| Période | Période | Identité            | Étiquette    | Qualité                                                                           |
| ------- | ------- | ------------------- | ------------ | --------------------------------------------------------------------------------- |
| 1973    | 2001    | Daniel Point        | DVD puis RPR | maire de Villemandeur, député suppléant de Xavier Deniau (1978-1986 et 1988-2002) |
| 2001    | 2015    | Christian Bourillon | DVD puis UMP | maire de Chevillon-sur-Huillard, élu en 2015 dans le canton de Montargis          |

### Résultats électoraux détaillés
- Élections cantonales de 2001 : Christian Bourillon (Divers droite) est élu au 2e tour avec 67,01 % des suffrages exprimés, devant Bernard Fournier (PCF) (32,99 %). Le taux de participation est de 46,57 % (7 123 votants sur 15 294 inscrits)[3].
- Élections cantonales de 2008 : Christian Bourillon (UMP) est élu au 1er tour avec 50,19 % des suffrages exprimés, devant Georges Quinquis (PS) (18,69 %) et Bernard  Chauvet (FN) (12,04 %). Le taux de participation est de 62,04 % (10 340 votants sur 16 666 inscrits)[4].

## Géographie

### Composition
À sa disparition en mars 2015, le canton d'Amilly, d'une superficie de 150 km2, est composé de neuf communes.
| Nom                       | Code Insee | Intercommunalité                 | Superficie (km2) | Population (dernière pop. légale) | Densité (hab./km2) |
| ------------------------- | ---------- | -------------------------------- | ---------------- | --------------------------------- | ------------------ |
| Amilly                    | 45004      | CA montargoise et rives du Loing | 40,26            | 12 672 (2014)                     | 315                |
| Chevillon-sur-Huillard    | 45092      | CA montargoise et rives du Loing | 19,34            | 1 373 (2014)                      | 71                 |
| Conflans-sur-Loing        | 45102      | CA montargoise et rives du Loing | 9,14             | 370 (2014)                        | 40                 |
| Lombreuil                 | 45185      | CA montargoise et rives du Loing | 7,56             | 297 (2014)                        | 39                 |
| Mormant-sur-Vernisson     | 45216      | CA montargoise et rives du Loing | 10,92            | 101 (2014)                        | 9,2                |
| Saint-Maurice-sur-Fessard | 45293      | CA montargoise et rives du Loing | 15,38            | 1 201 (2014)                      | 78                 |
| Solterre                  | 45312      | CA montargoise et rives du Loing | 9,80             | 488 (2014)                        | 50                 |
| Villemandeur              | 45338      | CA montargoise et rives du Loing | 11,46            | 6 905 (2014)                      | 603                |
| Vimory                    | 45345      | CA montargoise et rives du Loing | 26,22            | 1 186 (2014)                      | 45                 |

### Démographie

#### Évolution démographique
En 2012, le canton comptait 23 423 habitants.
| 1975   | 1982   | 1990   | 1999   | 2006   | 2011   | 2012   |
| ------ | ------ | ------ | ------ | ------ | ------ | ------ |
| 15 216 | 17 783 | 19 985 | 21 468 | 22 441 | 23 341 | 23 423 |

#### Âge de la population
La pyramide des âges, à savoir la répartition par sexe et âge de la population, du canton d'Amilly en 2009 ainsi que, comparativement, celle du département du Loiret la même année sont représentées avec les graphiques ci-dessous.
La population du canton comporte 48,3 % d'hommes et 51,7 % de femmes. Elle présente en 2009 une structure par grands groupes d'âge légèrement plus âgée que celle de la France métropolitaine.
Il existe en effet 86 jeunes de moins de 20 ans pour cent personnes de plus de 60 ans, alors que pour la France l'indice de jeunesse, qui est égal à la division de la part des moins de 20 ans par la part des plus de 60 ans, est de 1,06. L'indice de jeunesse du canton est également inférieur à celui  du département (1,1) et à celui de la région (0,95).
| Hommes | Classe d’âge | Femmes |
| ------ | ------------ | ------ |
| 0,4    | 90 ans ou +  | 1,4    |
| 8,8    | 75 à 89 ans  | 11,3   |
| 17,2   | 60 à 74 ans  | 16,9   |
| 22,0   | 45 à 59 ans  | 21,8   |
| 17,4   | 30 à 44 ans  | 17,7   |
| 15,9   | 15 à 29 ans  | 14,2   |
| 18,2   | 0 à 14 ans   | 16,7   |

| Hommes | Classe d’âge | Femmes |
| ------ | ------------ | ------ |
| 0,4    | 90 ans ou +  | 1,1    |
| 6,6    | 75 à 89 ans  | 9,5    |
| 13,4   | 60 à 74 ans  | 13,9   |
| 20,1   | 45 à 59 ans  | 20,0   |
| 20,3   | 30 à 44 ans  | 19,5   |
| 19,3   | 15 à 29 ans  | 17,7   |
| 19,9   | 0 à 14 ans   | 18,2   |

### Statistiques
La statistique Division du sol exprimée en hectares est comprise dans celle de l'ancien canton de Montargis sur la page du canton de Montargis.